# Panzerbataillon 14 (Bundesheer)

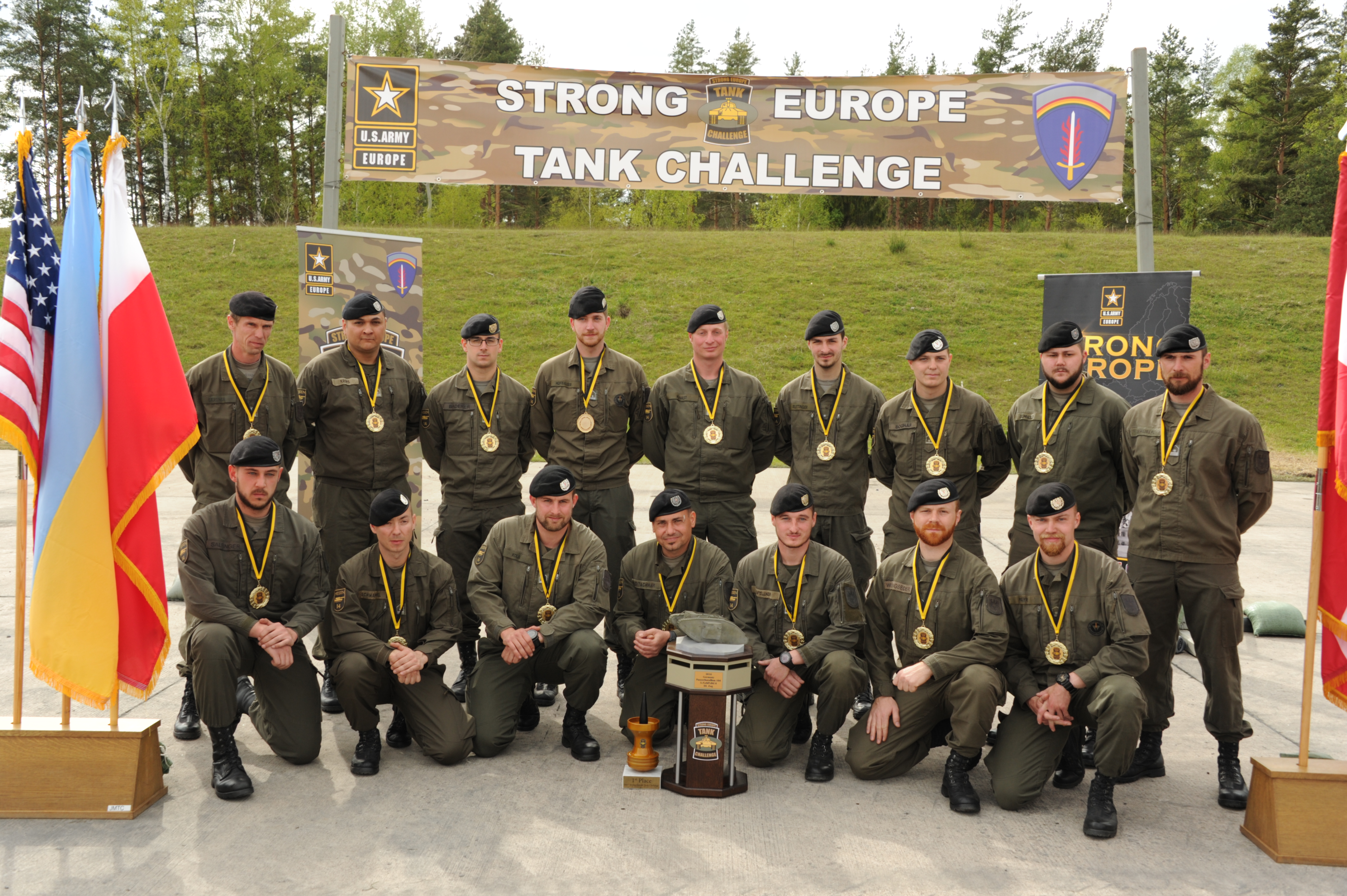
Siegerehrung bei der (Strong Europe Tank Challenge 2017)

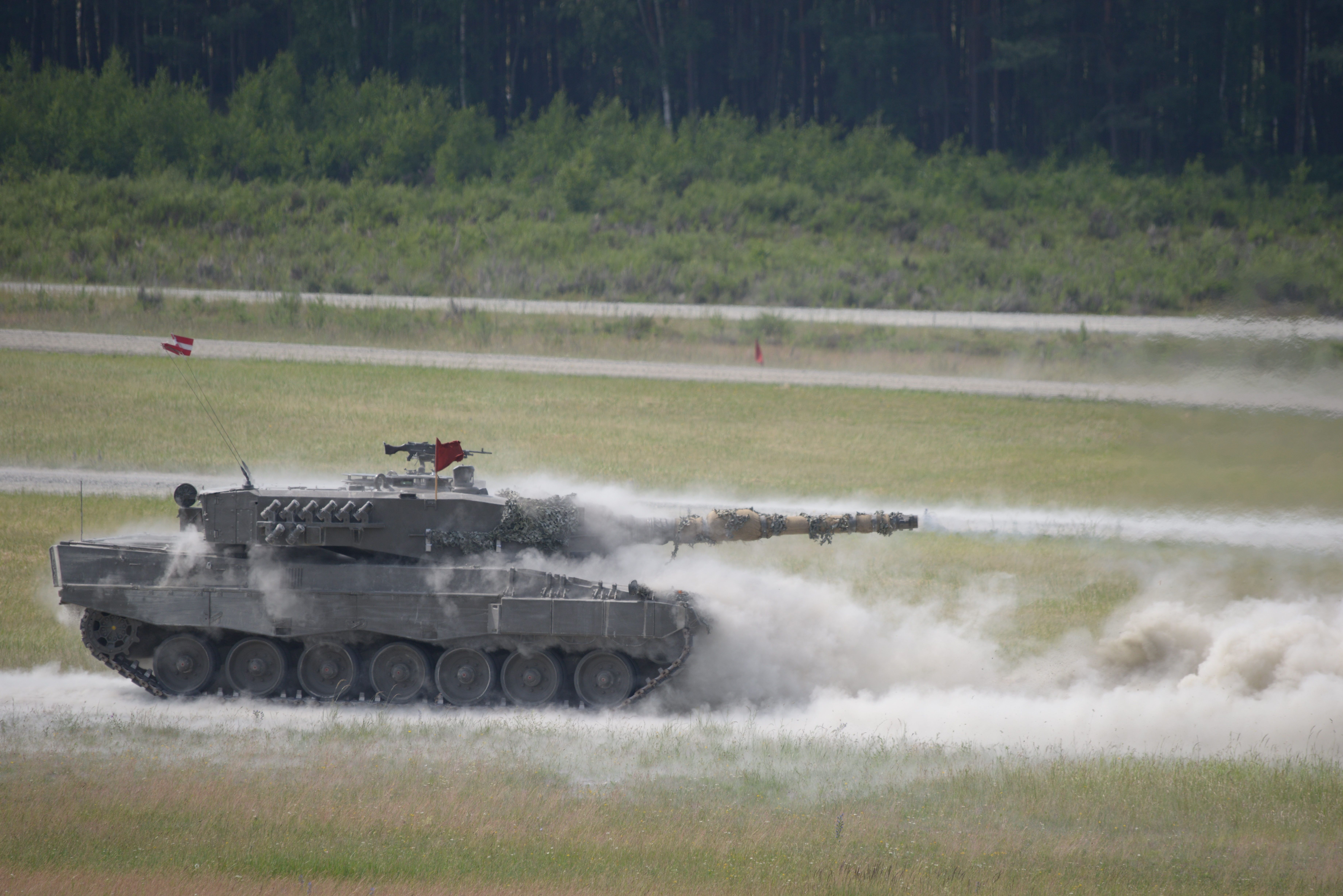
Ein Leopard 2A4 des PzB 14 beim scharfen Schuss (Strong Europe Tank Challenge 2018)

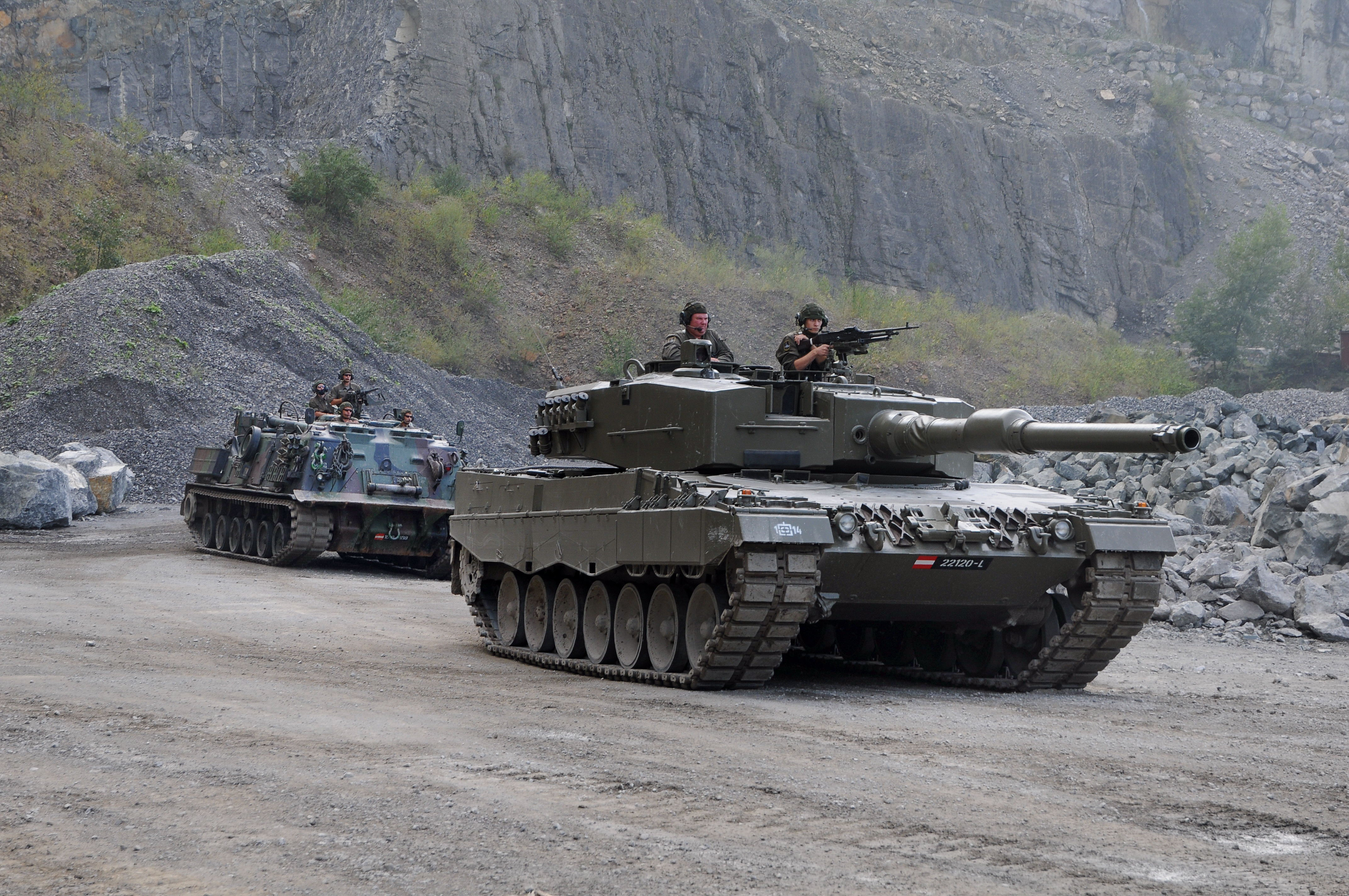
Ein Leopard 2A4 und ein Bergepanzer M88 des PzB 14

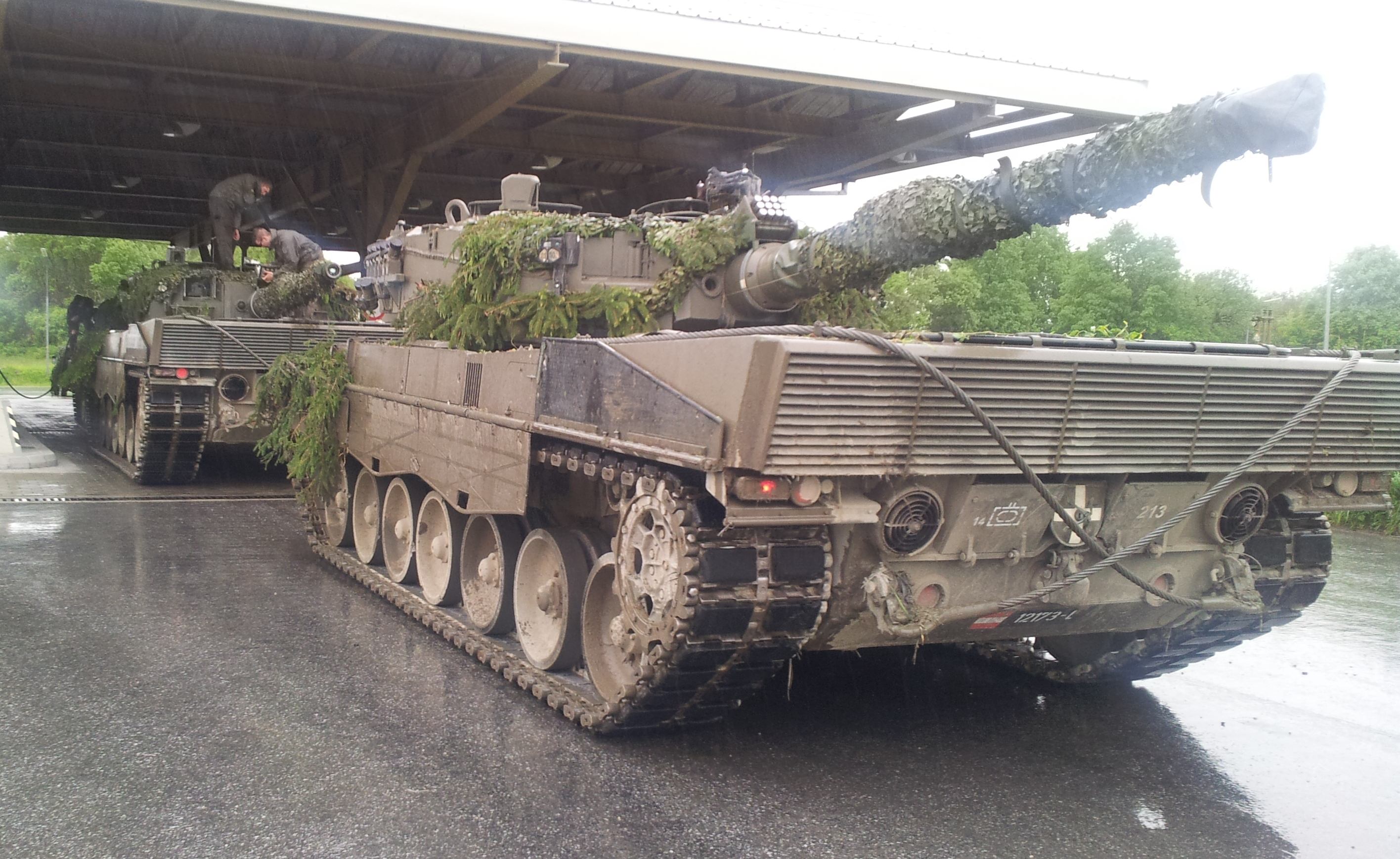
Zwei Leopard 2A4 des PzB 14

Das Panzerbataillon 14 (PzB 14) ist, nachdem das Panzerbataillon 33 in ein Jägerbataillon umgewandelt wurde, das letzte verbleibende Panzerbataillon des österreichischen Bundesheeres. Sein Stationierungsort ist die Hessenkaserne in Wels, Oberösterreich.
Nach den Plänen der Bundesheerreform 2016 wird es wie bisher den gepanzerten Kern der 4. Panzergrenadierbrigade, in der in Zukunft sämtliche mechanisierte Kräfte konzentriert sind, bilden.

## Geschichte
Während der Ersten Republik wurden die Volkswehrbataillone I/14 und II/14 aufgestellt. Nach einer kurzen Phase als Alpenjägerregiment Nr. 7 wurde 1935 der Verband ins Oberösterreichische Infanterieregiment Nr. 14 übergeführt. Nach der Eingliederung in die Wehrmacht ging der Verband als Infanterie- bzw. Grenadierregiment 133 (45. Infanterie-Division) durch den Zweiten Weltkrieg.
Am 1. September 1956 wurde das Oberösterreichische Infanterieregiment Nr. 14 neu aufgestellt. 1957 wurde der Verband in Jägerbataillon 14 umbenannt und mit 1. April 1964, zum Panzerbataillon umgegliedert. Zunächst in den Garnisonen Hörsching und Wels stationiert, wurde das Bataillon bis 1976 vollständig nach Wels verlegt.
Anfangs verfügte das Bataillon über Kampfpanzer des Typs M24. Mitte der 1960er Jahre wurde das Bataillon auf 51 Kampfpanzer des Typs M47 umgerüstet und 1967 mit der Traditionspflege des K.u.k. Oberösterreichischen Infanterie-Regiments „Ernst Ludwig Großherzog von Hessen und bei Rhein“ Nr. 14 beauftragt. Der Tag der Erstürmung (12. September 1917) des Monte San Gabriele durch Einheiten des Regiments Nr. 14 im Ersten Weltkrieg, ist offizieller Traditionstag des Bataillons.
Ab dem Jahr 1974 gehörte das Bataillon der „Bereitschaftstruppe“ an, deren Verbände im Rahmen der Raumverteidigung, als Gegenschlagskräfte vorgesehen waren. Ab Anfang der 1980er Jahre wurde das Bataillon mit Kampfpanzern des Typs M60 A3Ö ausgerüstet, 1998 erfolgte die Ausstattung mit dem Kampfpanzer Leopard 2A4.
Am 21. Mai 2001 schloss das PzB 14 eine Partnerschaft mit dem Panzerbataillon 104 der deutschen Bundeswehr, das im bayerischen Pfreimd stationiert ist. Seit dem 18. Oktober 2002 besteht zudem eine offizielle Partnerschaft mit der Stadt Wels.
2006 wurde das Panzerbataillon 10 in Spratzern aufgelöst und dessen Leopard 2A4-Flotte auf die verbliebenen zwei Panzerbataillone, das PzB 14 in Wels und das PzB 33 in Zwölfaxing, aufgeteilt. Aufgrund der Umgliederung des PzB 33 in ein Jägerbataillon, wurden 2015 sämtliche Leopard 2A4 aus Zwölfaxing nach Wels überstellt. Damit ist das PzB 14 der letzte mit Kampfpanzern ausgerüstete Verband des Bundesheeres.
Im Mai 2017 gewann das Bataillon die Strong Europe Tank Challenge am deutschen Truppenübungsplatz Grafenwöhr und setzte sich dabei gegen die Teams aus Deutschland, den USA, Frankreich, Polen und der Ukraine durch. Das PzB 14 hatte dabei erstmals an diesem Vergleichskampf teilgenommen, bei dem sich die Mannschaften in zwölf Disziplinen wie Angriffs- und Verteidigungsschießen, Schießen mit Handfeuerwaffen sowie Präzisionsfahrten messen mussten. Im folgenden Jahr wurde das Bataillon dritter.
Zur Zeit führt das Bataillon der Bataillonskommandant Oberst Jörg Loidolt.

## Zusammensetzung und Gliederung
Das Bataillon hatte 2013 eine Stärke von rund 150 Berufssoldaten und war mit 110 Fahrzeugen ausgerüstet, darunter 28 Kampfpanzern Leopard 2A4 und 4 Bergepanzern M88. Durch die Übernahme der Kampfpanzer des PzB 33 hat sich der Bestand an Leopard 2A4 auf 40 Fahrzeuge erhöht. Des Weiteren wurde eine 3. Panzerkompanie mit zusätzlichen, 16 reaktivierten Leopard 2A4, welche bis dahin als Ersatzteilspender dienten, aufgestellt.
Die Aufgaben des Bataillons im Frieden bestehen aus Assistenz- und Auslandseinsätzen sowie der Teilnahme an internationalen Übungen. So wurde das Bataillon beispielsweise zur Unterstützung nach den Hochwasserkatastrophen 2002, 2005 und 2013, der Schneekatastrophe von 2006, sowie nach Zugunglücken und Stürmen angefordert. Eine der Hauptaufgaben ist darüber hinaus die Ausbildung von Grundwehrdienern, von denen jährlich bis zu 300 in der Hessenkaserne einrücken.
Der Einsatzauftrag des Panzerbataillons ist der Kampf im Panzergelände im Zusammenwirken mit Panzergrenadieren und die Unterstützung der Infanterie beim Kampf im urbanen Umfeld. Dazu arbeitet das PzB 14 eng mit dem Heereslogistikzentrum Wels zusammen, welches sich um technische Verbesserungen und die Instandhaltung der Fahrzeuge kümmert.
Gemeinsam mit dem Panzergrenadierbataillon 13 aus Ried im Innkreis (und nach der Umsetzung der Heeresreform 2016 auch mit dem Panzergrenadierbataillon 35 in Großmittel) bildet das Panzerbataillon 14 das mechanisierte Rückgrat der 4. Panzergrenadierbrigade. Bisherige Einsätze wurden während der ČSSR-Krise 1968 und dem Jugoslawienkonflikt 1991 absolviert, als das Bataillon Sicherungsaufgaben übernahm.

## Struktur
- Bundesministerium für Landesverteidigung
  - Kommando Landstreitkräfte
    - 4. Panzergrenadierbrigade
      - Panzerbataillon 14
        - Bataillonskommando
        - Stabskompanie
        - 1. Panzerkompanie
        - 2. Panzerkompanie
        - 3. Panzerkompanie